# سباق باريس روبيه 1953
طواف باريس 1953 هو سباق دراجات هوائية أقيم بتاريخ 12 أبريل، تكون السباق من مرحلة واحدة، وامتدّ لمسافة 245 كم، وبسرعة 43.320 كم/س، استغرق السباق 5 ساعات و39 دقيقة و19 ثانية.